# 马剌
马剌（?—?），元朝大臣，元英宗时中书参知政事。
马剌是博尔忽的玄孙，月赤察儿之子，由内供奉为大宗正府也可札鲁忽赤。元成宗大德七年（1307年），元武宗即位，马剌以也可札鲁忽赤受命到北军安抚，统岭北防军。元英宗至治二年（1322年），担任宗仁侍卫亲军都指挥使。十二月，知枢密院事钦察台罢为宣政院使。中书参知政事速速为中书左丞，宗仁卫亲军都指挥使马剌为中书参知政事，兼任太常礼仪使。泰定元年（1324年），罢为太史院使。马剌子完都帖木儿，御史大夫、太保，嗣淇阳王。